# Olympiska vinterspelen 1988
Olympiska vinterspelen 1988 var de femtonde (XV) olympiska vinterspelen, och de arrangerades i Calgary, Alberta i Kanada den 13-28 februari 1988.